# IC 1062
IC 1062 је елиптична галаксија у сазвјежђу Волар која се налази на листи објеката дубоког неба у Индекс каталогу.
Деклинација објекта је + 18° 41' 15" а ректасцензија 14h 51m 17,6s. Привидна величина (магнитуда) објекта IC 1062 износи 14,5 а фотографска магнитуда 15,5. IC 1062 је још познат и под ознакама MCG 3-38-41, CGCG 105-47, NPM1G +18.0426, PGC 53044.